# 北河沿大街
39°55′03″N 116°24′01″E / 39.91746°N 116.40032°E
北河沿大街是位于中国北京市东城区西部的一条大街。

## 简介
北河沿大街北起地安门东大街，南到南河沿大街北端。原来是元朝通惠河的一段，从南方来的漕船经过该河可达大运河最北端终点积水潭。明朝，积水潭码头被废弃，皇城扩建，东墙向东移动，该河乃成为皇城以内的御河的一部分。明朝、清朝时，御河东侧是皇城墙，西侧是番经厂、汉经厂和织染局等宫廷手工业作坊，并且建有一些低矮房子以供工匠居住。清朝末年，御河变成了臭水沟。中华民国成立后，手工作坊被废，改为居民区。1947年，称“东安门河沿”。1949年后，称“东安门北河沿”。 1949年后，河道改为涵洞，上建沥青马路，但河沿之称一直未变。1965年整顿地名时，将东河沿、北箭亭并入，改称“东安门北街”。1981年更名为“北河沿大街”。